# Willem Six

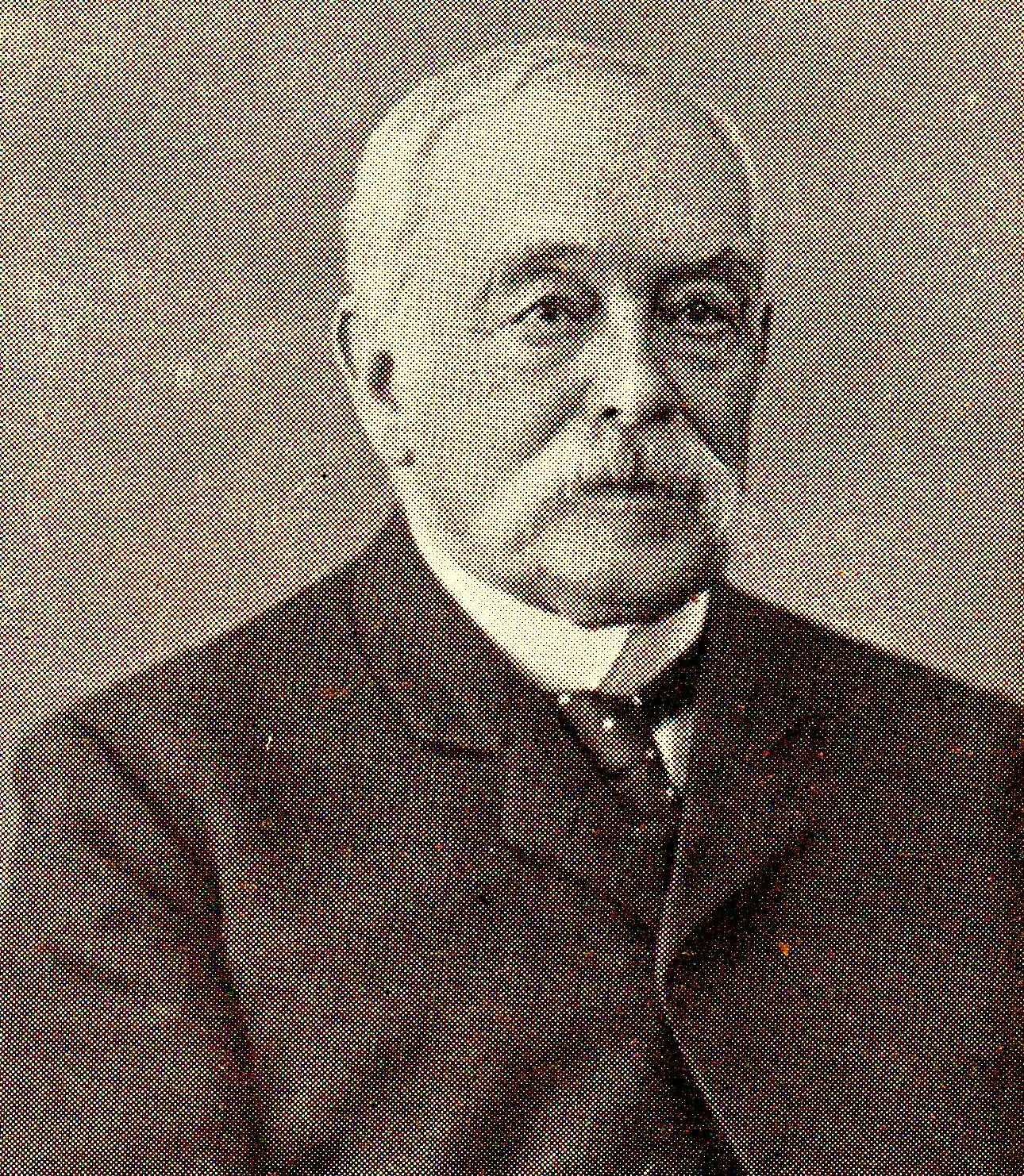
Willem Six

Willem Six (* 20. August 1829 in Utrecht; † 15. Februar 1908 in Den Haag) war ein niederländischer liberaler Politiker, der unter anderem zwischen 1876 und 1879 Kommissar des Königs der Provinz Zeeland sowie von 1879 bis 1882 Innenminister im Kabinett Van Lynden van Sandenburg war. Er war ferner zwischen 1888 und 1893 Mitglied der Ersten Kammer der Generalstaaten.

## Leben
Willem Six, der aus dem Amsterdamer Adelsgeschlecht Six stammte, war als Gemeindesekretär tätig und wurde im April 1858 Sekretär der Kommission für Grundlagen von Bildungsstipendien. Als Æneas Mackay im April 1868 als Formateur mit Gesprächen zur Bildung einer Regierung betraut war, lehnte er die Berufung in ein Ministeramt ab. Durch Königliches Dekret (Koninklijk besluit) vom 9. Mai 1876 als Nachfolger des am 19. April 1876 verstorbenen Rudolph Willem van Lynden zum Kommissar des Königs der Provinz Zeeland ernannt und bekleidete dieses Amt offiziell vom 1. Juni 1876 bis zum 20. August 1879, woraufhin Abraham van Karnebeek ihn ablöste.
Six wiederum wurde am 20. August 1879 als Innenminister (Minister van Binnenlandse Zaken) in das Kabinett Van Lynden van Sandenburg berufen. Als Minister verteidigte er während der Debatte über den Haushalt des Innenministeriums für 1880 die Umsetzung des 1878 erlassenen Grundschulgesetzes (Lager-Onderwijswet), das strengere Anforderungen für Schulen festlegte. Ferner wurde während seiner Amtszeit 1880 das Gesetz zum Schutz der für die Landwirtschaft und den Holzanbau nützlichen Tierarten (Wet tot bescherming van diersoorten nuttig voor landbouw en houtteelt) und 1881 das Gesetz für den Zusammenschluss der Gemeinden Zwijndrecht und Groote Lindt verabschiedet. Er trat am 11. Februar 1882 formell aus gesundheitlichen Gründen als Minister zurück, wobei dieser Rücktritt teilweise aber auch auf einer Meinungsverschiedenheit mit Ministerpräsident und Finanzminister Constantijn Theodoor van Lynden van Sandenburg beruhte. Sein Nachfolger als Innenminister wurde daraufhin Cornelis Pijnacker Hordijk.
Im Anschluss war Willem Six zwischen dem 14. März 1882 und dem 6. September 1887 Mitglied des Stadtrates von Den Haag und fungierte zudem vom 31. Mai 1883 bis zum 6. September 1887 als Beigeordneter für Unterricht (Wethouder van onderwijs) von Den Haag. 1888 unterlag er bei der Wahl zur Zweiten Kammer der Generalstaaten im Wahlkreis Goes dem Kandidaten der Anti-Revolutionären Partei ARP (Anti-Revolutionaire Partij), Alexander de Savornin Lohman. Allerdings wurde er bei der Wahl zur Ersten Kammer der Generalstaaten (Eerste Kamer der Staten-Generaal) vom Provinzparlament (Provinciale Staten) von Zeeland mit 26 der 40 Stimmen zum Mitglied der Ersten Kammer gewählt und gehörte dem Oberhaus der Generalstaaten zwischen dem 1. Mai 1888 und dem 19. September 1893 als Vertreter von Zeeland an. Als Mitglied der Ersten Kammer sprach er bei den allgemeinen Haushaltsberatungen 1888 und während der Debatte über die Haushalte des Inneren und der Kolonien. Er war zwischen Dezember 1891 und März 1892 sowie erneut von August bis Dezember 1892 Mitglied der Zentralen Abteilung der Ersten Kammer. Bei den Wahlen zur Ersten Kammer 1893 unterlag er mit 17 zu 20 Stimmen dem früheren Finanzminister Karel Antonie Godin de Beaufort von der ARP. Zuletzt war er von 1893 bis 1908 Staatskommissar der Gesellschaft für den Betrieb der Staatsbahnen und der Niederländischen Eisenbahngesellschaft HIJSM (Hollandsche IJzeren Spoorweg-Maatschappij).